# آرثر غروم
آرثر غروم (بالإنجليزية: Arthur Groom)‏ هو كاتب وصحفي أسترالي، ولد في 11 ديسمبر 1904، وتوفي في 14 نوفمبر 1953.